# Drahúš
Drahúš (též Dragúš či Draguš) je raně středověké hradiště na jižním okraji města Postoloprt v okrese Louny. Nachází se na levém břehu řeky Ohře na jazykovité říční terase v nadmořské výšce asi 190 metrů. Bývá ztotožňováno s hradem Drahúš zmíněným v Kosmově kronice. Podle pověsti zde měl být na pokyn bájného knížete Neklana vychováván syn poraženého luckého knížete Vlastislava. Na lokalitě byly také hledány pozůstatky zaniklého kláštera Porta Apostolorum, které však byly nalezeny v sousedství postoloprtského zámku. Od roku 1964 je chráněno jako kulturní památka.

## Historie
Podle archeologických nálezů keramiky bylo místo osídleno již v neolitu, době halštatské a době římské. Existence opevnění je však doložena jen v krátkém období od druhé poloviny desátého do počátku jedenáctého století. Pravděpodobný důvod stavby opevněného hradu byly obchodní trasy, které v jeho blízkosti vedly.

## Stavební podoba
Hradiště se nachází v blatné poloze dva až čtyři metry nad záplavovým územím Ohře. Rozloha opevněné plochy je 6,75 hektarů a délka valů dosahovala 1100 metrů. V severní části je níže položené předhradí, jehož severní, obloukovitě vedený val je nejlépe dochovaným úsekem opevnění. Dosahuje výšky 2,5 metru a v koruně šířky okolo pěti metrů. Původní hradbu tvořila jeden metr silná opuková zeď z nasucho kladených kamenů, za kterou se nacházela konstrukce z trámů, fošen a hlíny. Celková šířka hradby dosahovala 7,2 metru. Před hradbou býval příkop oddělený od zdi 1,5 metru širokou bermou.